# قطعات رد شده (فیلم)
قطعات رد شده (به انگلیسی: Skipped Parts) فیلمی محصول سال ۲۰۰۱ و به کارگردانی تامرا دیویس است. در این فیلم بازیگرانی همچون جنیفر جیسن لی، میشا بارتون، باگ هال، برد رنفرو، درو بریمور، آر. لی ارمی، پگی لیپتون، آنجلا فیدراستون و الیسون پیل ایفای نقش کرده‌اند.